# Barca funerária de Quéops

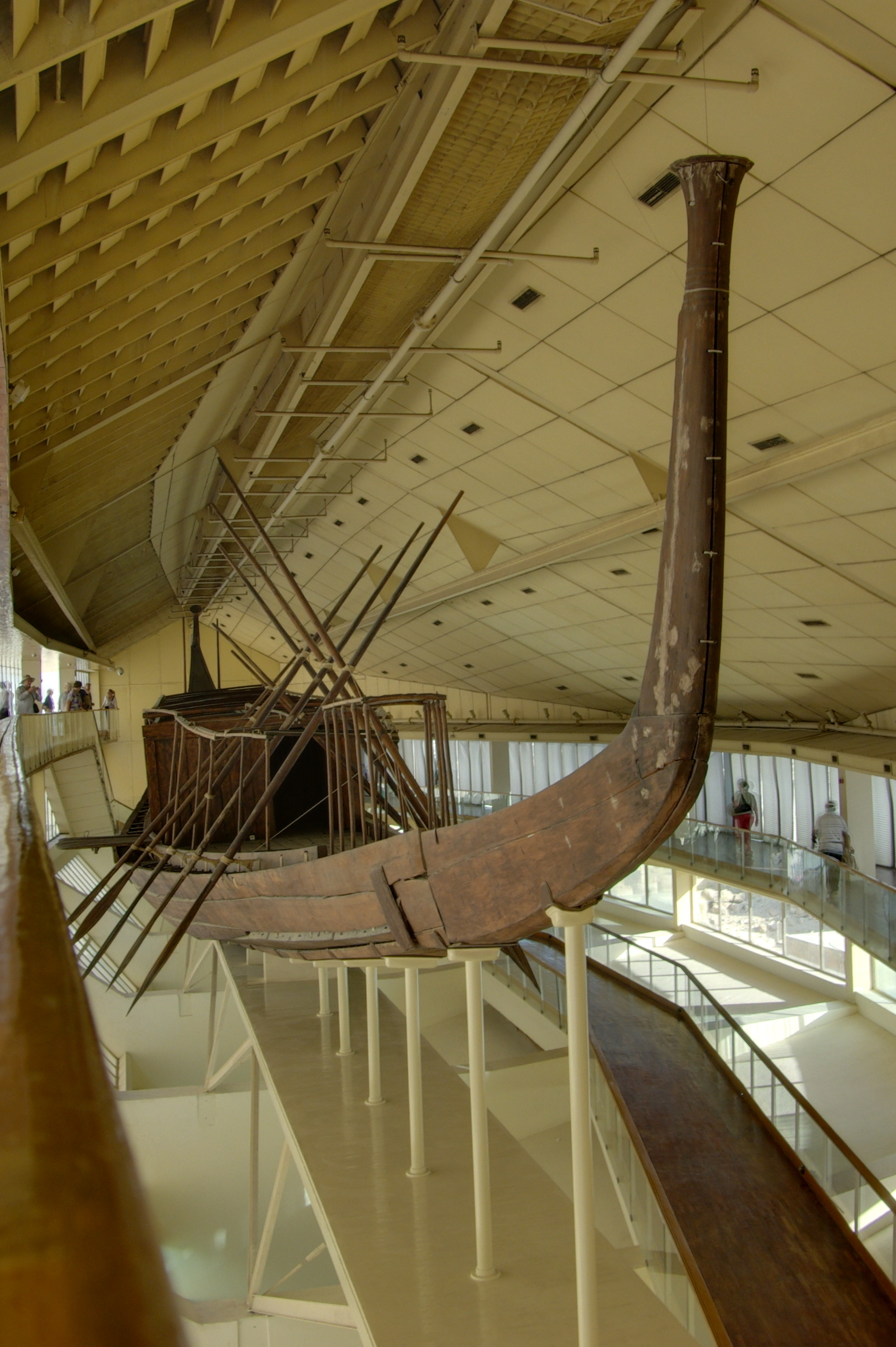
Barca solar de Quéops reconstruída

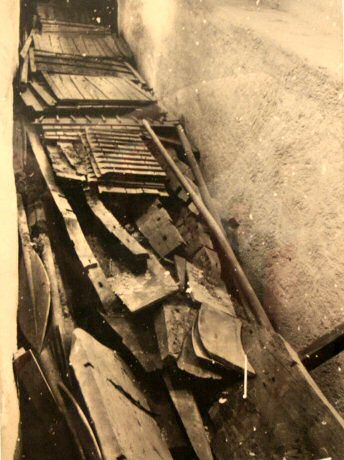
Barca funerária no momento em que foi redescoberta por arqueólogos.

A barca funerária de Quéops é um navio de tamanho completo e intacto do Antigo Egito que foi selado em um poço no complexo da Necrópole de Gizé ao pé da Grande Pirâmide em torno de 2 500 a.C.. O navio agora é preservado no Museu da Barca Solar de Gizé. O navio foi quase certamente construído para Quéops, o segundo faraó da IV dinastia egípcia do Império Antigo. Como outros navios enterrados do Egito Antigo, aparentemente fazia parte dos vários objetos colocados na sepultura para uso no além e não continha nenhum corpo, ao contrário dos enterros de navios do norte da Europa.

## História
O navio de Quéops é um dos mais antigos, maiores e mais bem preservados navios da Antiguidade. Ele mede 43,6 metros de comprimento por 5,9 m de largura. Foi identificado como "uma obra-prima de madeira" que poderia navegar hoje se fosse colocado na água. No entanto, o navio pode não ter sido concebido para velejar (sem equipamento) ou remar (sem espaço).
O barco era parte de um par de embarcações redescobertos em 1954 por Kamal el-Mallakh - que ficou intocado desde que foi selado em um poço cinzelado fora do planalto de Gizé. Foi construído em grande parte de tábuas de cedro-do-líbano, usando espigas de Paliurus spina-christi. O navio foi reconstruído a partir de 1.224 peças que tinham sido colocados em uma ordem lógica, desmontados na cova ao lado da pirâmide.

## Reconstrução
Levou anos para que o barco fosse cuidadosamente reconstruído, principalmente pelo restaurador-chefe egípcio do Departamento de Antiguidades, Ahmed Youssef Moustafa (mais tarde conhecido como Haj Ahmed Youssef). Antes de reconstruir o barco, ele teve que ganhar experiência suficiente na construção de barcos egípcios antigos. Ele estudou os relevos esculpidos em paredes e túmulos, e muitos dos pequenos modelos de madeira de navios e barcos encontrados em tumbas. Haj Ahmed visitou os estaleiros do Nilo do Cairo Antigo e Ma'adi e foi para Alexandria, onde barcos de madeira ainda estavam sendo feitos. Ele esperava que os construtores navais egípcios modernos pudessem ter mantido métodos de construção naval que sugerissem como os antigos egípcios construíram seus navios. Em seguida, ele investigou o trabalho dos construtores de navios que usavam uma tradição diferente.

## Função
A história e a função do navio não são conhecidas com precisão. É do tipo conhecido como "barca solar", um navio ritual para transportar o rei ressuscitado com o deus-sol Rá através dos céus. No entanto, ele tem alguns sinais de ter sido usado na água e é possível que o navio era ou uma "barca" funerária usada para transportar o corpo embalsamado do rei de Mênfis para Gizé, ou mesmo que o próprio Quéops pode tê-lo usado como um "navio de peregrinação" para visitar lugares sagrados e que foi depois enterrado com ele uso na vida após a morte.
O navio de Quéops está exposto ao público desde 1982 em um museu especialmente construído para ele no complexo da Necrópole de Gizé. Sua descoberta foi descrita como uma das maiores descobertas do Egito Antigo no documentário de Zahi Hawass, Os Dez Grandes Descobrimentos do Egito.